# Vallon des Auffes

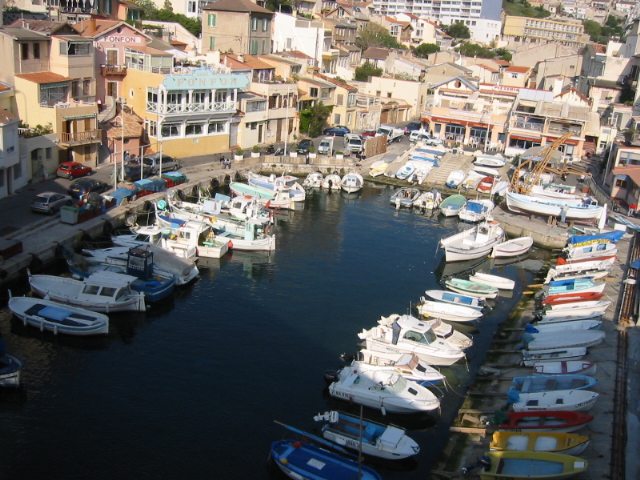
Zicht op de haven

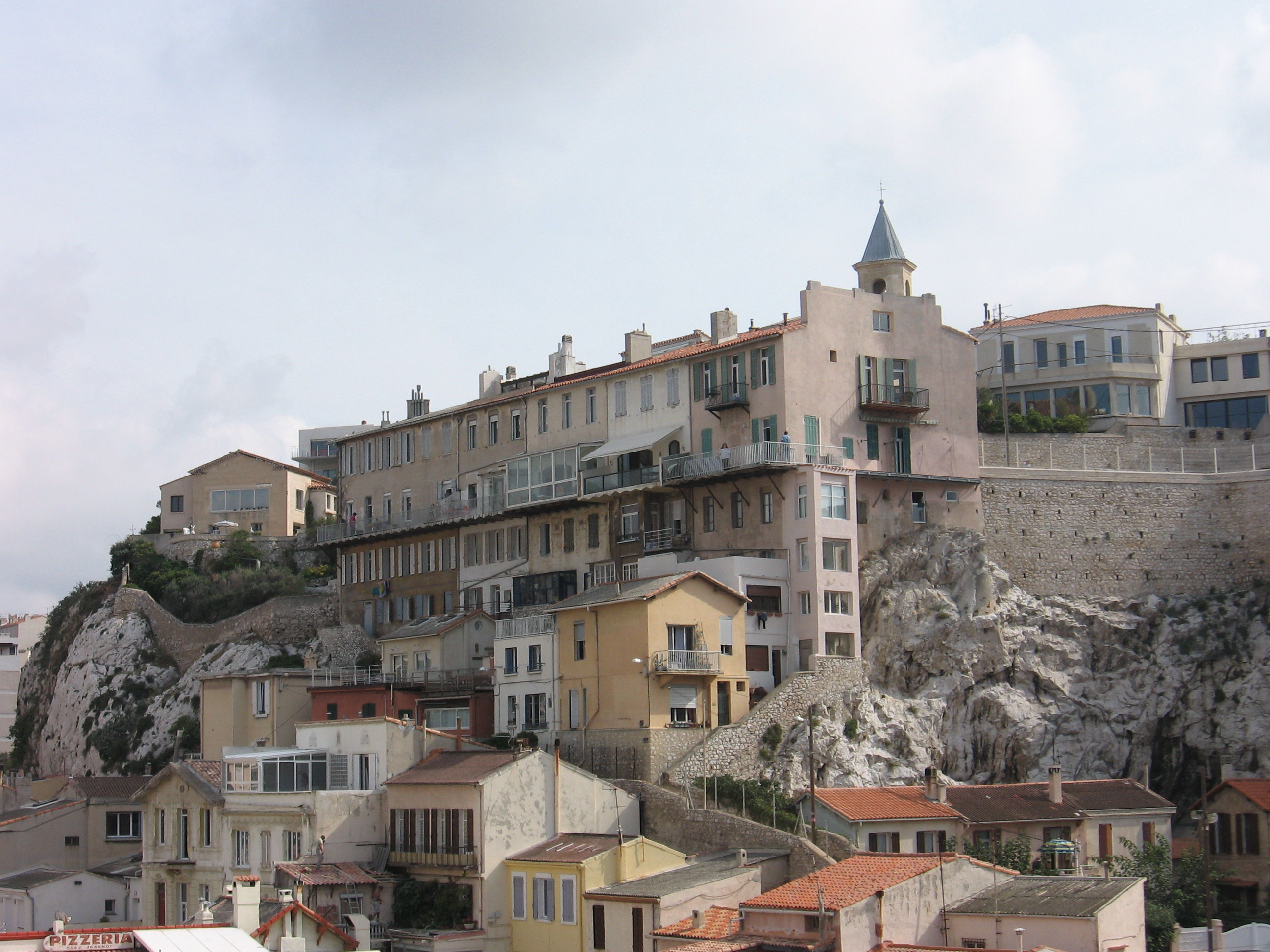
Bebouwing Vallon des Auffes

Vallon des Auffes is een wijk met een schilderachtig vissershaventje in het 7e arrondissement van Marseille, gelegen aan de Middellandse Zee. Het dankt zijn naam aan Auffe, een gras waar vroeger het touwwerk van schepen van werd gemaakt.
Over de haven ligt een brug met de kustweg Corniche Président John Kennedy.